# Love In This Club
Singles par Usher
Same Girl
(2007) Love in This Club Part II
(2008)
Singles par Young Jeezy
100 Million
(2007) Louie
(2007)
Pistes de Here I Stand
Forever Young This Ain't Sex
Love In This Club est le premier single extrait de l'album Here I Stand du chanteur américain Usher sorti le 22 février 2008. Young Jeezy collabore au titre.

## Clip
Le clip est réalisé par Greg et Colin Strause.